# 蕭山国際機場駅
蕭山国際機場駅（しょうざんこくさいきじょうえき、中文表記: 萧山国际机场站）は中華人民共和国浙江省杭州市蕭山区に位置する杭州地下鉄の駅。杭州蕭山国際空港に直結している。

## 歴史
- 2017年5月：駅の着工が開始される[2]。
- 2020年12月30日：1号線及び7号線の駅として開業[3]。
- 2022年9月22日：19号線が開業すると同時に、空港直結口の使用が開始されます[4]。
- 2023年8月8日：A・C出口は使用停止となり、第2・第3ターミナルへ行くには空港直結口を経由する必要があります[1]。

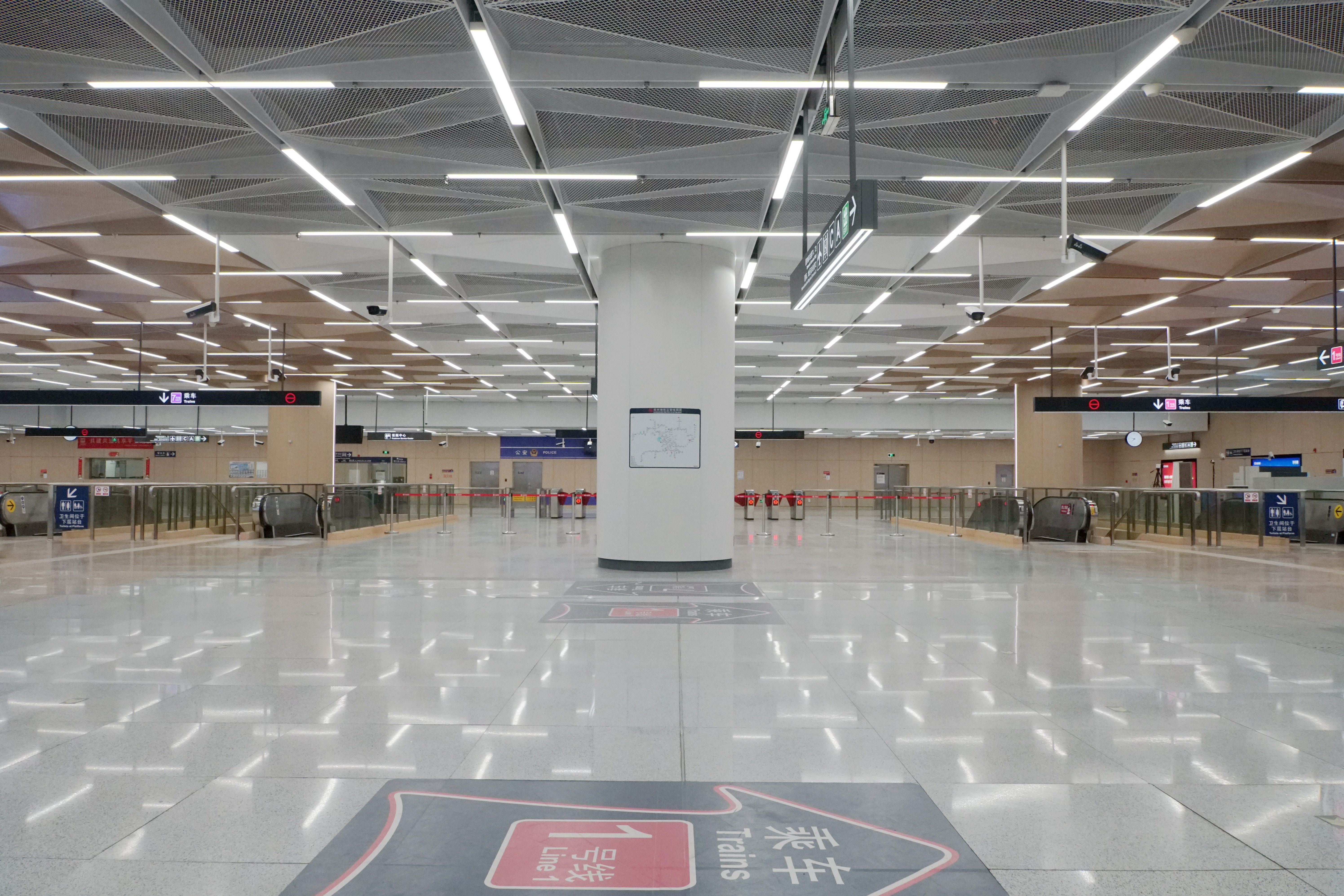
改札内コンコース

## 駅構造
三線とも島式ホーム1面2線を有する地下駅。改札階が地下1階、ホームは地下2階に位置する構造となっている。

### のりば
案内上ののりば番号は設定されていない。
| 路線     | 方向 | 行先                                         |
| -------- | ---- | -------------------------------------------- |
| ■ 1号線  | -    | 降車ホーム                                   |
| ■ 1号線  | 上り | 客運中心・火車東站・武林広場・城站・湘湖方面 |
| ■ 7号線  | 下り | 呉山広場方面                                 |
| ■ 7号線  | 上り | 江東二路方面                                 |
| ■ 19号線 | 下り | 火車東站（東広場）・火車西站・苕渓方面       |
| ■ 19号線 | 上り | 永盛路方面                                   |

（出典：杭港地下鉄:蕭山国際機場駅）

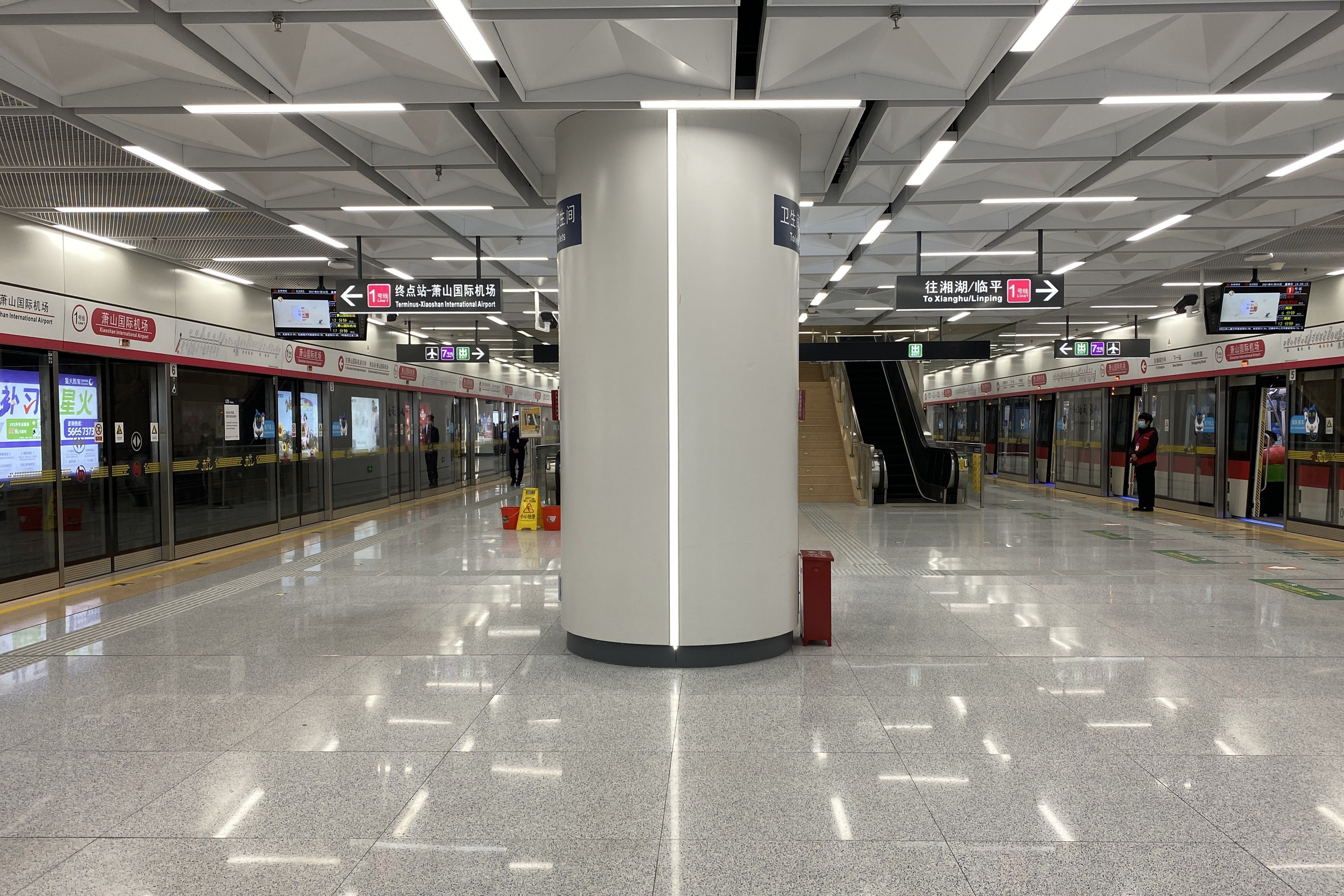
1号線ホーム
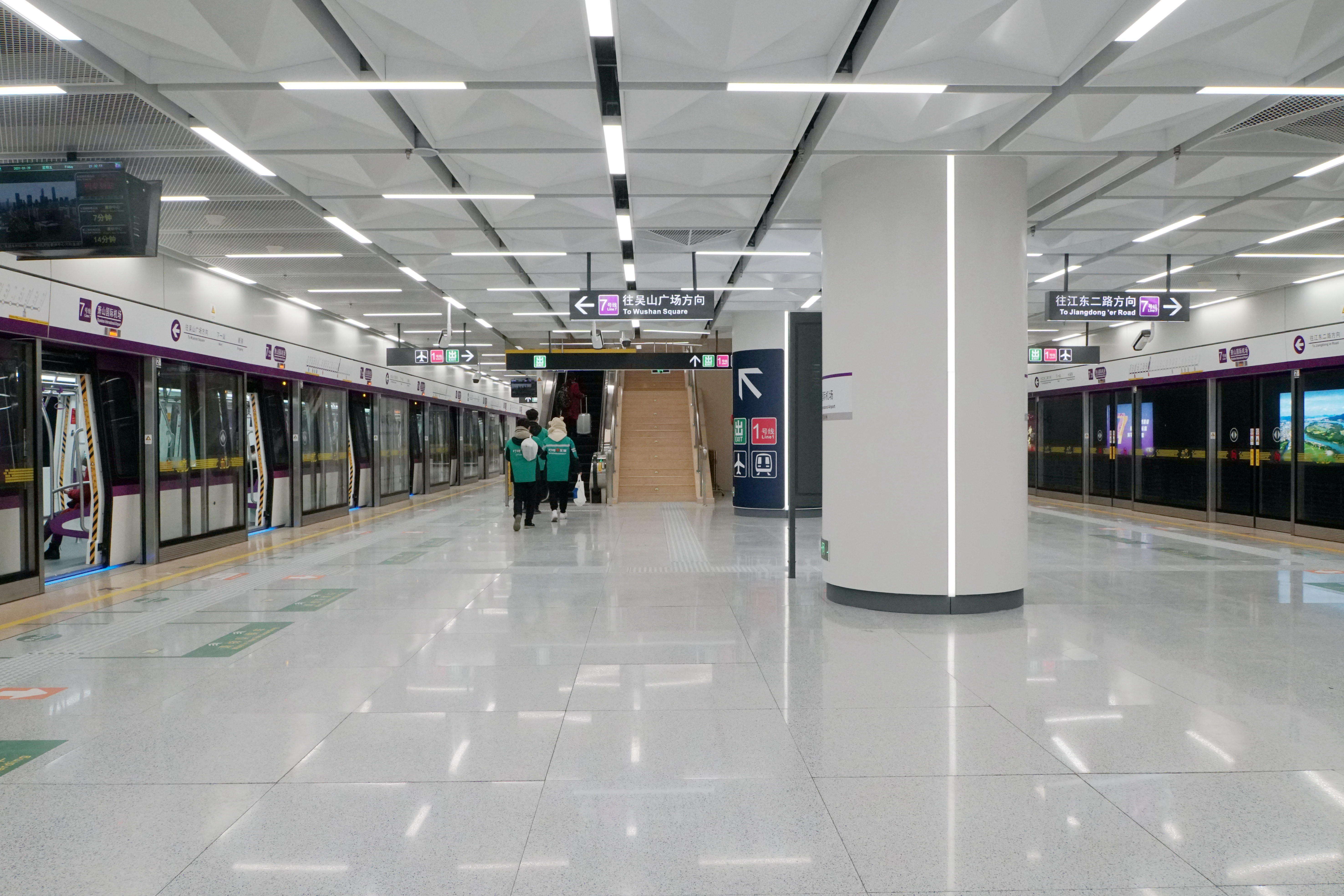
7号線ホーム
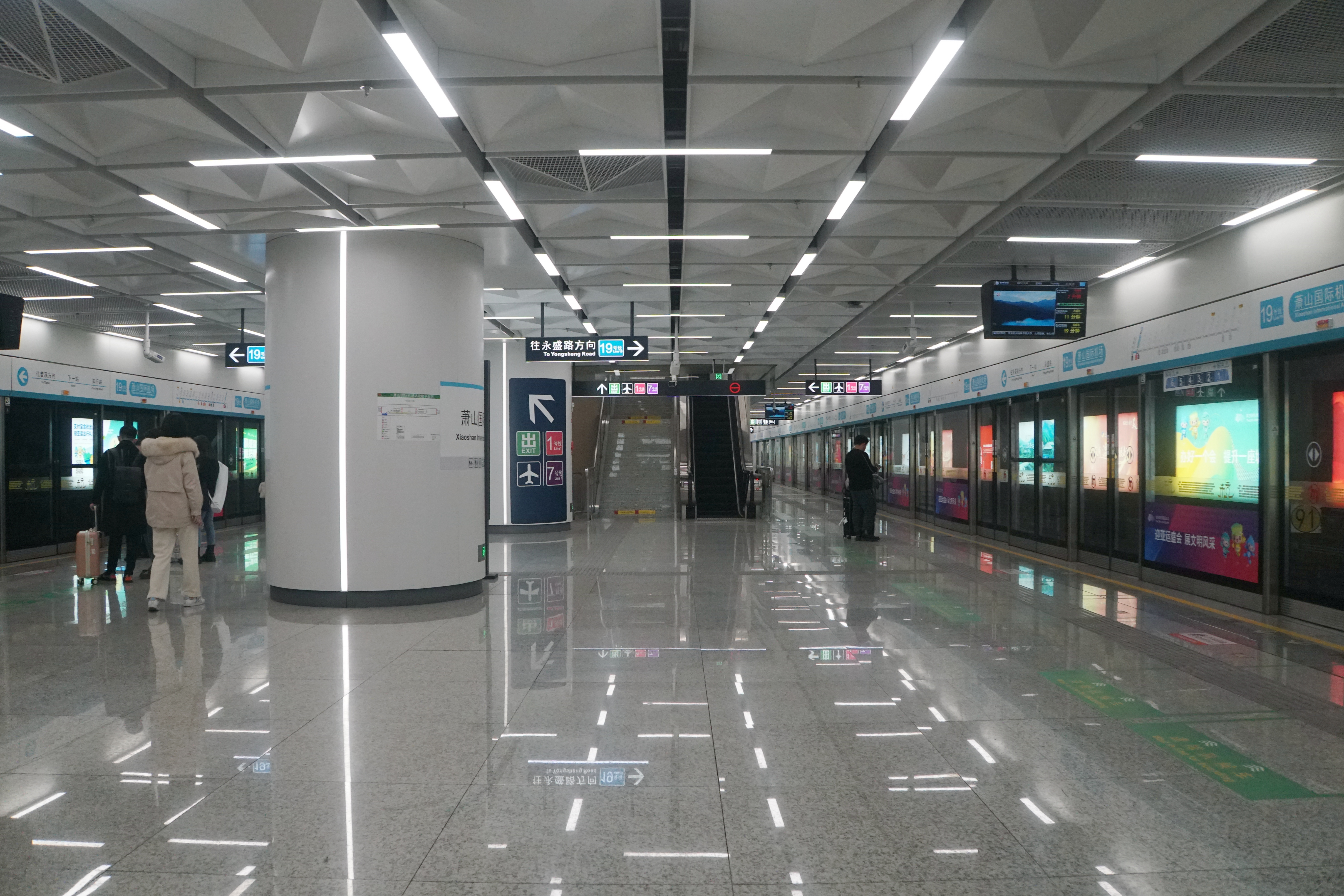
19号線ホーム
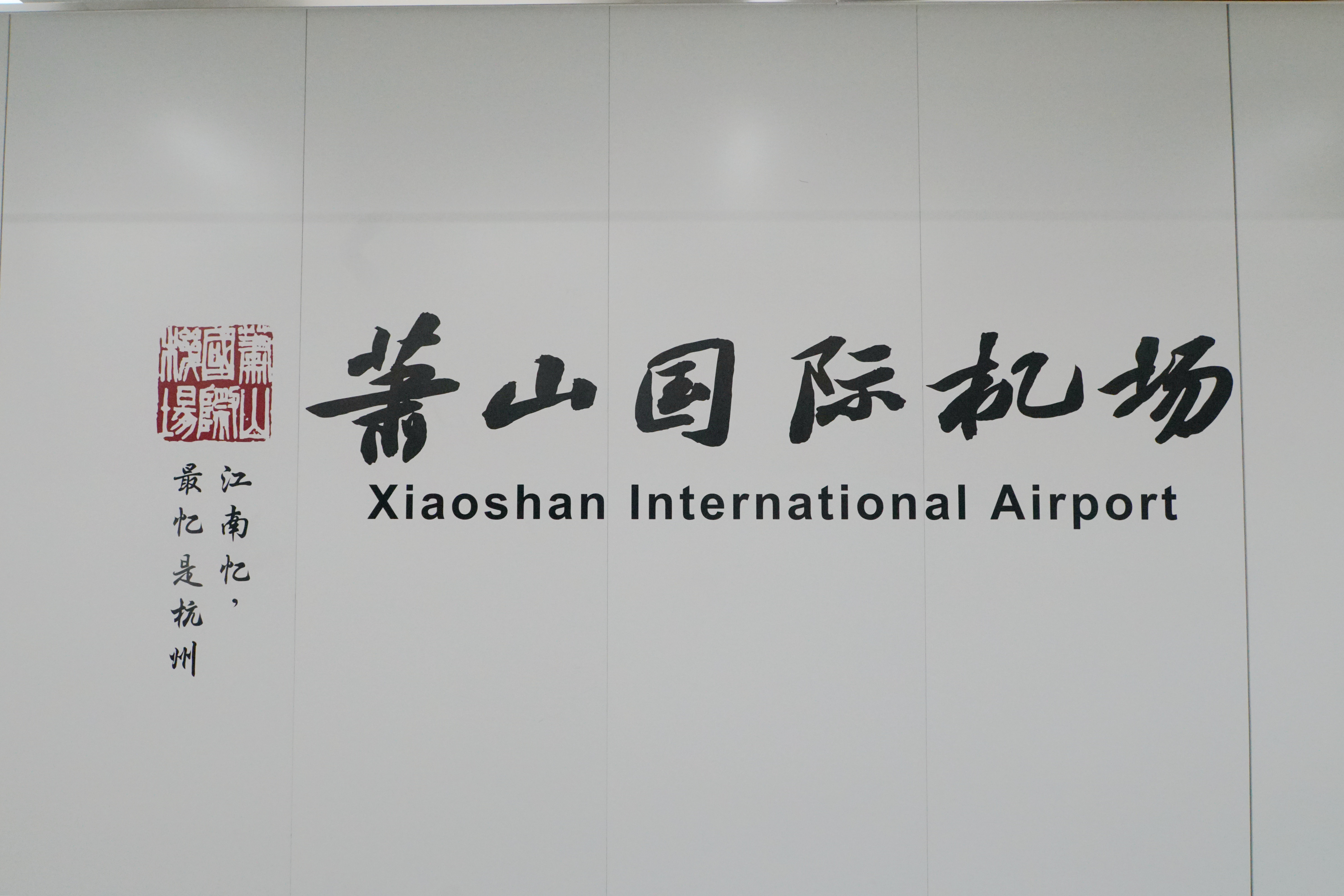
駅名

## 駅周辺
- 杭州蕭山国際空港

## 隣の駅
杭州地下鉄
■ 1号線
向陽路駅 - 蕭山国際機場駅
■ 7号線
新港駅 - 蕭山国際機場駅 - 永盛路駅
■ 19号線
知行路駅 - 蕭山国際機場駅 - 永盛路駅